# Demi-canton
Six des vingt-six cantons suisses sont parfois appelés demi-canton, car ils ne disposent que d'un siège au lieu de deux au Conseil des États, et ils ne comptent que pour moitié dans le décompte des cantons lorsqu'il s'agit de déterminer la volonté de la majorité des cantons lors des votations fédérales. En outre, quatre des six sont issus de la séparation en deux d'un canton d'origine. Ce terme n'est plus utilisé officiellement depuis 1999.
Ce sont les cantons de :
1. Nidwald
2. Obwald
3. Appenzell Rhodes-Intérieures
4. Appenzell Rhodes-Extérieures
5. Bâle-Ville
6. Bâle-Campagne

## Unterwald
Unterwald n'a jamais composé une unité juridique unie. Dès l'origine, Obwald (le Haut), Nidwald (le Bas) et l'abbaye d'Engelberg formaient des communautés distinctes.
Le pacte de 1291 fut conclu par les représentants des vallées d'Uri, de Schwytz et du bas de la vallée d'Unterwald, soit Nidwald.

## Appenzell
Le canton d'Appenzell s'est séparé en deux demi-cantons en 1597 pour des motifs religieux : Appenzell Rhodes-Intérieures (partie catholique) et Appenzell Rhodes-Extérieures (partie protestante).

## Bâle

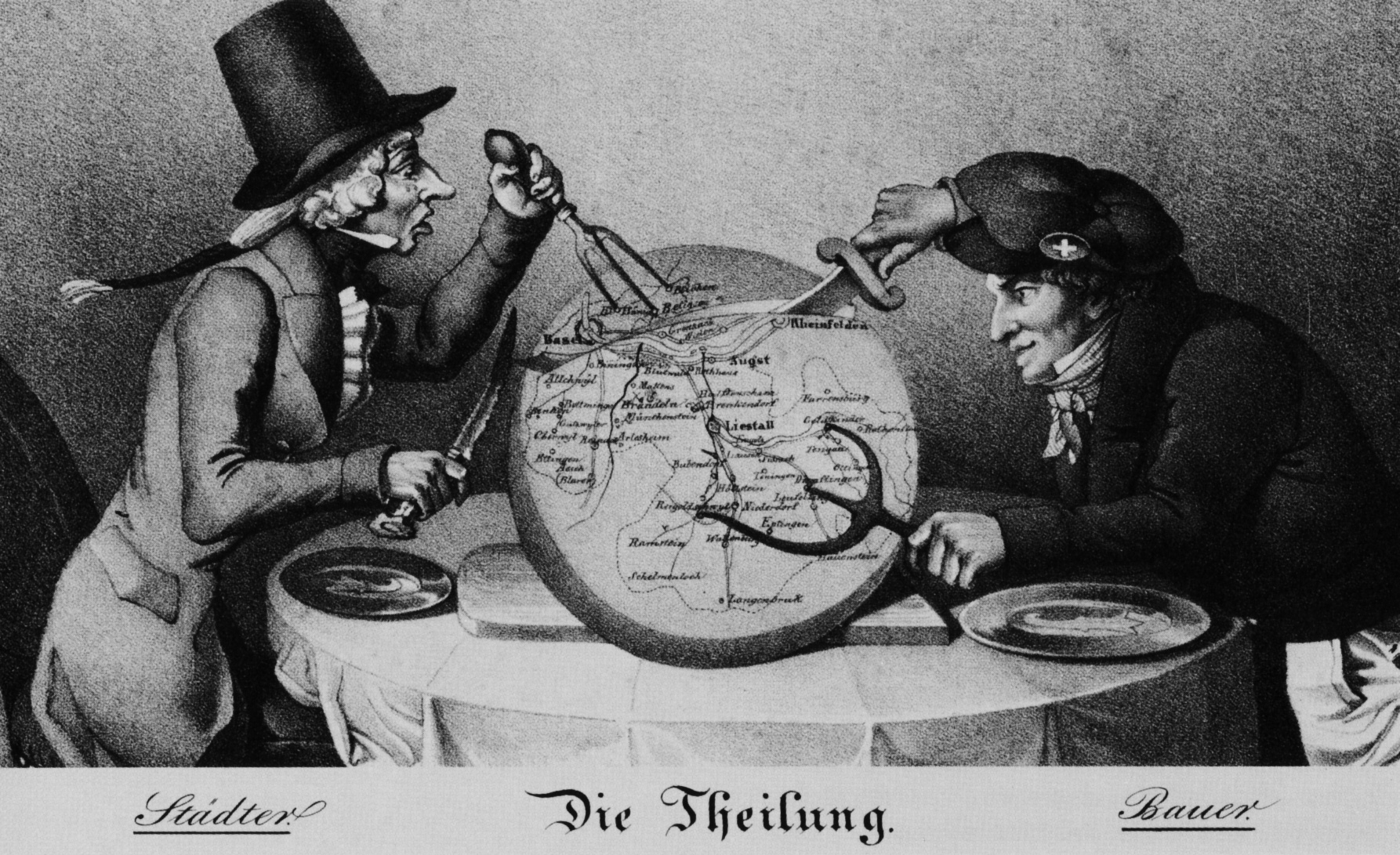
Caricature de la séparation de Bâle, 1833

Le 26 août 1833 le canton de Bâle s'est séparé en deux demi-cantons pour des motifs égalitaires (une lutte entre les paysans qui réclament plus d'égalité et la population citadine)  : Bâle-Campagne et Bâle-Ville.

## L'origine du terme
La constitution de 1848 du nouvel État fédéral dispose que les trois cantons originaux (Unterwald, Appenzell et Bâle) ont chacun droit, comme les autres cantons, à deux sièges au Conseil des États qui comporte 44 sièges pour les 22 cantons (le canton du Jura n'existe pas encore). Comme chacune des six entités composant ces trois cantons a droit à un seul représentant, on la nomme demi-canton.

## La situation actuelle
La constitution du 18 avril 1999 a supprimé la notion de demi-canton. Bien que ces six entités ne disposent toujours que d'un siège au lieu de deux au Conseil des États et qu'elles ne comptent que pour moitié lors du décompte de la majorité des cantons lors des votations fédérales, elles sont actuellement désignées comme des cantons.